# Borůvkový vrch
Borůvkový vrch – wzniesienie o wysokości 859 m n.p.m. w Czechach Górach Złotych w Sudetach Wschodnich, leżące na granicznym grzbiecie Gór Złotych, oddzielającym Polskę od Czech.

## Położenie
Wzniesienie położone w południowo-zachodniej części Gór Złotych na obszarze Czech, w pobliżu granicy polsko-czeskiej. Wznosi się między wzniesieniami: Siwa Kopa po północno-wschodniej stronie oraz Špičák (Góry Złote) po południowo-wschodniej stronie, około 1,2 km, na południowy wschód od centrum miejscowości Nowy Gierałtów.

## Fizjografia
Wzniesienie w głównym grzbiecie granicznym o wydłużonym w kierunku północno-wschodnim kopulastym kształcie z wyrazistym wierzchołkiem oraz nieregularnej rzeźbie i ukształtowaniu  o stromych zboczach. Zachodnie zbocze ostro opada w kierunku doliny Górnej Białej Lądeckiej. Północno-zachodnie grzbietowe zbocze  opada wzdłuż granicy do niższego o 69 m wzniesienia Siwa Kopa (790 m n.p.m.) od którego oddzielone jest niewielkim płytkim siodłem. Na południe zbocze nieznacznie opada do niewielkiego siodła oddzielającego od wyższych  wzniesień:  Czartowiec i Špičák. Wzniesienie na północno-wschodnim zboczu wyraźnie podkreślają dwie doliny górskich potoków. Wzniesienie zbudowane ze skał metamorficznych, należących do jednostki geologicznej metamorfiku Lądka i Śnieżnika głównie z gnejsów gierałtowskich, fyllitów i amfibolitów oraz łupków krystalicznych. Zbocza wzniesienia pokrywa niewielka warstwa młodszych osadów glin, żwirów, piasków i lessów z okresu zlodowaceń plejstoceńskich i osadów powstałych w chłodnym, peryglacjalnym klimacie. Cała powierzchnia wzniesienia porośnięta jest w większości naturalnym lasem mieszanym regla dolnego, a w partiach szczytowych świerkowym regla górnego z niewielką domieszką drzew liściastych. Wzniesienie pod koniec XX wieku dotknęły zniszczenia wywołane katastrofą ekologiczną w Sudetach. Położenie wzniesienia, kształt oraz wyraźny szczyt czynią wzniesienie rozpoznawalnym w terenie.

## Inne
- Masyw wzniesienia z masywem wzniesienia Špičák tworzą ciekawy i duży żleb o nazwie  Ostré údolí[2].
- Zachodnie zbocze wzniesienia od linii granicy państwa położone jest na obszarze Śnieżnickiego Parku Krajobrazowego[3].

## Turystyka
Zachodnim zboczem poniżej szczytu prowadzą szlaki turystyczne:
- zielony – prowadzący przez Borówkową, zamek Karpień na Śnieżnik i dalej.
- czerwony – prowadzący przez Žulová do Javorník i dalej.